# Ned Rorem
Ned Rorem (Richmond, Indiana; 23 de octubre de 1923 - Nueva York, 18 de noviembre de 2022) fue un laureado compositor y escritor estadounidense.

## Biografía
Recibió su educación en la University of Chicago, en el American Conservatory y el Instituto Curtis de Filadelfia perfeccionándose en la Juilliard School de New York.
Vivió en Marruecos y en París (1949-57). Declarado homosexual, en 1969 publicó sus diarios (Paris Diary) donde describió sus relaciones con Leonard Bernstein, Noel Coward, Samuel Barber, y Virgil Thomson. Como ensayista ha escrito varios libros "Setting the Tone", "Music From the Inside Out", y "Music and People". 

### Operas
- A Childhood Miracle (1951)
- The Robbers (1956)
- 'Miss Julie (1965)
- Hearing (1966-76)
- Bertha (1968)
- The Three Sisters Who Are Not Sisters (1968)
- Fables (1971)
- Our Town (2005)

### Música orquestal
- Piano Concerto n.º 1 (1948)
- From an Unknown Past (1950)
- Symphony n.º 1 (1950)
- Piano Concerto n.º 2 (1951)
- Design (1953)
- Poemes pour la paix (1953/56)
- Symphony n.º 2 (1956)
- Sinfonia (1957)
- Eagles (1958)
- Pilgrims (1958)
- Symphony n.º 3 (1958)
- Ideas (1961)
- Lions (A Dream) (1963)
- Sun (1966)
- Water Music (1966)
- Piano Concerto n.º 3 (1969)
- Air Music (1974)
- Assembly and Fall (1975)
- A Quaker Reader (1976/88)
- Sunday Morning (1977)
- Remembering Tommy (1979)
- After Long Silence (1982)
- Violin Concerto (1984)
- Organ Concerto (1985)
- String Symphony (1985)
- Frolic (1986)
- The Schuyler Songs (1987),
- Fantasy and Polka (1989)
- Swords and Plowshares (1990)
- Piano Concerto n.º 4 (1991)
- Concerto for English Horn (1991-92)
- Triptych (1992),
- More Than A Day (1995)
- Waiting (1996)
- Double Concerto (1998),
- Cello Concerto (2002),
- Flute Concerto (2002)
- Mallet Concerto (2003)
- Eleven Songs for Susan (2007)
- Songs Old and New (2008)

### Música de cámara
- Concertino de Camera (1946)
- Mountain Song (1948)
- Dance Suite (1949), for two pianos
- Sicilienne (1950), for two pianos
- Violin Sonata (1954), for violin & piano
- Eleven Studies for Eleven Players (1959-60),
- Trio (1960), for flute, cello & piano
- Lovers (1964),
- Day Music (1971),
- Night Music (1972),
- Solemn Prelude (1973),
- Book of Hours (1975),
- Romeo and Juliet (1977),
- Three Slow Pieces (1978),
- Whales, Weep Not! (1978),
- Winter Pages (1981),
- Picnic on the Marne (1983),
- Dances (1984), for cello & piano
- Septet Scenes from Childhood (1984-85),
- The End of Summer (1985)
- Bright Music (1987)
- Fanfare and Flourish (1988)
- Diversions (1990), for brass quintet
- Spring Music (1990), for piano trio
- String Quartet n.º 3 (1991)
- Songs of Sadness (1994),
- String Quartet n.º 4 (1994)
- Six Variations (1995), for two pianos - four hands
- Autumn Music (1996-97), for violin & piano
- An Oboe Book (1999), for oboe & piano
- Cries and Whispers (2000), for trumpet & piano
- Nine Episodes for Four Players (2001), for clarinet, violin, cello & piano
- United States - Seven Viewpoints (2001), for string quartet
- Pas de Trois (2002), for oboe, violin & piano
- The Unquestioned Answer (2002), for flute, two violins, cello & piano
- Four Colours (2003), for clarinet & piano
- Yesterday, Today and Tomorrow (2004), for piano quartet
- Four Prayers (2006), for flute & piano
- Nocturne (2007), for double bass & piano
- A Little Fantasy (2008), for cello & piano

### Vocal
- Two Poems of Edith Sitwell (1948),
- Requiem (1948), for voice & piano
- From an Unknown Past (1950), for voice & piano/orchestra
- Cycle of Holy Songs (1951), for voice & piano
- Flight for Heaven (1952),
- Four Dialogues (1953-54),
- Three Poems for Demetrios Capetanakis (1954), for voice & piano
- Poems pour la paix (1953/56), for medium voice & strings
- Five Poems of Walt Whitman (1957), for voice & piano
- Two Poems of Theodore Roethke (1959) for voice & piano
- King Midas (1961), cantata for voice(s) & piano
- Four Poems of Tennyson (1963), for voice & piano
- Poems of Love and the Rain (1963),
- Sun (1966), for high voice & orchestra
- Some Trees (1968), for soprano, mezzo-soprano, bass-baritone & piano
- War Scenes (1969), for medium-low voice & piano
- Gloria (1970), for two solo voices & piano
- Ariel (1971),
- Last Poems of Wallace Stevens (1971-72),
- Serenade on Five English Poems (1975),
- Women's Voices (1975-76), for soprano & piano
- Santa Fe Songs (1980), for baritone, string trio & piano
- After Long Silence (1982),
- Three Calamus Poems (1982), for baritone & piano
- The Schuyler Songs (1987), for soprano & orchestra
- The Auden Poems (1989), for tenor & piano trio
- Swords and Plowshares (1990), for solo voices & orchestra
- My Sad Captains (1995), for soprano, alto, tenor, bass & piano
- Evidence of Things Not Seen (1997), thirty-six songs for soprano, alto, tenor, baritone & piano
- Another Sleep (2000),
- Aftermath (2001-02),
- Sound the Flute (2004), for high voice, recorder & piano
- Eleven Songs for Susan (2007), for mezzo-soprano & chamber orchestra
- Three Poems of Edna St. Vincent Millay (2007), for voice & piano
- Songs Old and New (2008), for soprano & orchestra
- Four Sonnets of Shakespeare (2008), for tenor & piano

### Canciones
- Alleluia (1946)
- Spring and Fall (1946)
- Spring (1947)
- Stopping by Woods on a Snowy Evening (1947)
- The Lordly Hudson (1947)
- Echo's Song (1948)
- Little Elegy (1949)
- Rain in Spring (1949)
- Silver Swan (1949)
- The Sleeping Palace (1949)
- What If Some Little Pain (1949)
- Julia's Clothes (1950)
- Lullaby of the Woman of the Mountain (1950)
- To the Willow Tree (1950)
- Love in a Life (1951)
- O Do Not Love Too Long (1951)
- The Call (1951)
- The Nightingale (1951)
- To a Young Girl (1951)
- A Christmas Carol (1952)
- Clouds (1953)
- Cradle Song (1953)
- For Susan (1953)
- In a Gondola (1953)
- Love (1953)
- Ode (1953)
- Pippa's Song (1953)
- Sally's Smile (1953)
- Song for a Girl (1953)
- The Tulip Tree (1953)
- The Midnight Sun (1953)
- Early in the Morning (1954)
- Youth, Day, Old Age and Night (1954)
- I Am Rose (1955)
- I Will Always Love You (1955)
- See How They Love Me (1956)
- What Sparks and Wiry Cries (1956)
- Conversation (1957)
- Gliding O'er All (1957)
- Gods (1957)
- Look Down, Fair Moon (1957)
- O You to Whom I Often and Silently Come (1957)
- Reconciliation (1957)
- Sometimes With One I Love (1957)
- Such Beauty as Hurts to Behold (1957)
- To You (1957)
- Visits to St. Elizabeth's (1957)
- I Strolled Across an Open Field (1959)
- Memory (1959)
- My Papa's Waltz (1959)
- Night Crow (1959)
- Orchids (1959)
- Root Cellar (1959)
- Snake (1959)
- The Waking (1959)
- Do I love you more than a day? (1962)
- Ask Me No More (1963)
- Far-Far-Away (1963)
- For Poulenc (1963)
- Now Sleeps the Crimson Petal (1963)
- The Sleeping Palace (1963)
- That Shadow, My Likeness (1963)
- To You (1970)
- Trickle Drops (1970)
- The Serpent (1972)
- We Never Said Farewell (1975-76)
- A Journey (1976)
- Ferry me across the water (1978)
- From When Cometh Song? (1978)
- The Dance (1978)
- Nantucket (1978-79)
- Go, Lovely Rose (1979)
- The Dancer (1979)
- Up-Hill (1979)
- Back to Life (1980)
- Sonnet (1980)
- The Sowers (1980)
- The Wintry Mind (1980)
- Let's Take a Walk (1981)
- Anna la Bonne (1989)
- Are You the New Person? (1989)
- Full of Life Now (1989)
- I Will Always Love You (1990)
- A Dream of Nightingales (1992)
- Their Lonely Betters (1992)
- Somewhere... (1994)
- Three Women (1994)
- Remembrance of Things Past (1998)
- Chromatic Fantasy (2001)
- He Will Not Hear (2001)
- I Never Knew (2001)
- The End (2003)
- While Sodom Was Occupied (2004)
- The Stars Have Not Dealt (2007)
- A Poison Tree (2007)
- Death and the Young Man (2007)
- Wild Nights (2007)

### Coral
- The Seventieth Psalm (1943), for S.A.T.B. choir & wind ensemble
- A Sermon on Miracles (1947), for soprano solo, unison choir & strings
- Four Madrigals (1947), for a cappella S.A.T.B. choir
- Three Incantations from a Marionette Tale (1948), for unison choir & piano
- From an Unknown Past (1950), for S.A.T.B. choir & orchestra
- I Feel Death... (1953), for three-part a cappella male choir
- The Poets' Requiem (1954-55), soprano solo, S.A.T.B. choir & orchestra
- All Glorious God (1955), for a cappella S.A.T.B. choir
- Sing, My Soul, His Wondrous Love (1955), for a cappella S.A.T.B. choir
- Miracles of Christmas (1959), for S.A.T.B. choir & organ
- Prayers and Responses (1960), for a cappella S.A.T.B. choir
- Virelai (1961), for a cappella S.A.T.B. choir
- Two Psalms and a Proverb (1962), for S.A.T.B. choir & string quartet
- Lift up your Heads (The Ascension) (1963), for S.A.T.B. choir, eight wind, nine brass & timpani
- Laudemus Tempus Actum (1964), for S.A.T.B. choir & orchestra
- Letters from Paris (1966), for S.A.T.B. choir & orchestra
- Love Divine, All Loves Excelling (1966), for a cappella S.A.T.B. choir
- Proper for the Votive Mass of the Holy Spirit (1966), for unison choir & organ
- Truth in the Night Season (1966), for S.A.T.B. choir & organ
- He Shall Rule from Sea to Sea (1967), for S.A.T.B. choir & organ
- Praises for the Nativity (1970), for soprano, alto, tenor & bass soli, S.A.T.B. choir & organ
- Canticle of the Lamb (1971), for a cappella S.A.T.B. choir
- Canticles: Sets 1 & 2 (1971-72), for a cappella S.A.T.B. choir
- Four Hymns (1973), for S.A.T.B. choir & keyboard
- In Time of Pestilence (1973), for a cappella S.A.T.B. choir
- Little Prayers (1973), for soprano & baritone soli, S.A.T.B. choir & orchestra
- Missa Brevis (1973), for soprano, alto, tenor & bass soli, & S.A.T.B. choir
- Prayer to Jesus (1973), for a cappella S.A.T.B. choir
- Three Motets (1973), for S.A.T.B. choir & organ
- Three Prayers (1973), for a cappella S.A.T.B. choir
- Surge Illuminare (1977), for S.A.T.B. choir & organ
- Three Choruses for Christmas (1978), for a cappella S.A.T.B. choir
- Give All to Love (1981), for two-part choir & piano
- Little Lamb, Who Made Thee? (1982), for S.A.T.B. choir & organ
- Praise the Lord, O My Soul (1982), for S.A.T.B. choir & organ
- An American Oratorio (1983), for tenor solo, S.A.T.B. choir & orchestra
- Mercy and Truth Are Met (1983), for S.A.T.B. choir & organ
- Whitman Cantata (1983), for S.A.T.B. choir, brass ensemble & timpani
- Pilgrim Strangers (1984), for six a cappella male voices
- Before the Morning Star (1986), for a cappella S.A.T.B. choir
- Homer (1986), for S.A.T.B. choir & ensemble
- Seven Motets for the Church Year (1986), for a cappella S.A.T.B. choir
- Three Poems of Baudelaire (1986), for a cappella S.A.T.B. choir
- Te Deum (1986-87), for S.A.T.B. choir, two trumpets, two trombones & organ
- Five Armenian Love Songs (1987), for a cappella S.A.T.B. choir
- The Death of Moses (1987), for S.A.T.B. choir & organ
- What is Pink? (1987), for treble choir & piano
- Goodbye My Fancy (1988), for alto & baritone soli, S.A.T.B. choir & orchestra
- Lead Kindly Light (1988), for a cappella S.A.T.B. choir
- Breathe On Me (1989), for a cappella S.A.T.B. choir
- Love Alone (1989), for male-voice choir & piano duet
- Christ is made the sure foundation (1992), for S.A.T.B. choir & organ
- Festival Alleluia (1992), for a cappella S.A.T.B. choir
- O God, My Heart is Ready (1992), for S.A.T.B. choir & organ
- Spirit Divine (1992), for S.A.T.B. choir & organ
- Present Laughter (1993), for S.A.T.B. choir, brass quintet & piano
- How Lovely is your Dwelling Place (1994), for S.A.T.B. choir & piano/organ
- Exaltabo Te, Domine (1995), for S.A.T.B. choir & keyboard
- Four Introits (1999), for S.A.T.B. choir & keyboard
- We Are the Music Makers (2003), for S.A.T.B. choir & piano
- A Song of Hosea (2005), for S.A.T.B. choir & organ
- Four Sonnets (2005), for S.A.T.B. choir & piano
- Ode to Man (2005), for a cappella S.A.T.B. choir
- Afternoon on a Hill (2006), for two-part children's choir & piano
- Two Shakespearean Poems (2008), for S.A.T.B. choir & piano

### Instrumentales
- Fantasy and Toccata (1946), for organ
- Sonata No. 1 (1948), for piano
- A Quiet Afternoon (1948), for piano
- Barcarolles (1949), for piano
- Pastorale (1949), for organ
- Sonata No. 2 (1949), for piano
- Spiders (1968), for harpsichord
- Eight Etudes (1975), for piano
- A Quaker Reader (1976), for organ
- Sky Music (1976), for harp
- After Reading Shakespeare (1980), for cello
- Suite (1980), for guitar
- Views from the Oldest House (1981), for organ
- Song and Dance (1986), for piano
- For Shirley (1989), for piano duet
- Organbook I. (1989), for organ
- Organbook II. (1989), for organ
- Organbook III. (1989), for organ
- Six Pieces (1997), for organ
- 99 Notes for the Millenium (1999), for piano
- For Ben (1999), for piano
- Recalling (2003), for piano
- For Barbara (2006), for piano
- For Don (2006), for piano
- For Marian (2006), for piano
- For Mary (2006), for piano
- For Rosemary (2006), for piano
- 75 Notes for Jerry (2007), for piano

## Grabaciones principales
- Songs of Ned Rorem Susan Graham Malcolm Martineau[3]
- Songs of Ned Rorem with Charles Bressler, Phyllis Curtin, Donald Gramm, Ned Rorem, piano.
- Three Symphonies José Serebrier, Bournemouth Symphony Orchestra. 8.559149[4]
- Songs, Carole Farley, Ned Rorem, piano

## Premios y distinciones
- 1951 - Fulbright Fellowship
- 1957 - Guggenheim Fellowship
- 1968 - National Institute of Arts and Letters
- 1976 - Premio Pulitzer por Air Music[5]
- 1989 - Grammy
- 1998 -Musical America
- 2003 - ASCAP
- 2004 - Chevalier of the Order of Arts and Letters